# بينجامين سوليماني
بينجامين سوليماني (بالألمانية: Benjamin Sulimani)‏ (26 سبتمبر 1988 بفيلز في النمسا - ) هو لاعب كرة قدم نمساوي في مركز الهجوم. شارك مع منتخب النمسا تحت 20 سنة لكرة القدم ومنتخب النمسا تحت 21 سنة لكرة القدم. أما مع النوادي، فقد لعب مع أدميرا فاكر مودلينغ وأوستريا فيينا ونادي غروديغ ونادي فيكينغ ونادي رييد وSC-ESV Parndorf 1919 ‏ وSC Austria Lustenau ‏ وKapfenberger SV ‏.

## وصلات خارجية
- بينجامين سوليماني على موقع قاعدة بيانات كرة القدم.إي يو (الإنجليزية)
- بينجامين سوليماني على موقع Soccerway.com (الإنجليزية)
- بينجامين سوليماني على موقع عالم كرة القدم.نت (الإنجليزية)